# Species Hepaticarum
Species Hepaticarum (abreviado Sp. Hepat.) es un libro con ilustraciones y descripciones botánicas que fue escrito por el médico, biólogo y botánico holandés Franz Stephani y publicado en Ginebra en 6 volúmenes en los años 1898-1925, con el nombre de Species Hepaticarum. Eine Darstellung ihrer Morphologie und Beschreibung ihrer Gattungen wie aller Bekannten in Monographien unter Berücksichtigung ihrer gegenseitigen Verwandtschaft und geographischen Verbreitung. Genève

## Publicación
- Volumen n.º 1, 1898-25 Jun 1906;
- Volumen nº 2, 30 Jan 1901-31 Dec 1906;
- Volumen nº 3, 30 Nov 1905-30 Dec 1908;
- Volumen nº 4, 28 Sep 1909-4 Jun 1912;
- Volumen nº 5, 21 de mayo de 1912-20 Mar 1917;
- Volumen nº 6, 23 Apr 1917-15 Jun 1925